# Tribuna economică
Tribuna economică este o revistă de factură economică din România, cu apariție săptămânală, înființată în ianuarie 1990.